# Aitor Paredes
Aitor Paredes Casamichana (* 29. April 2000 in Bilbao) ist ein spanischer Fußballspieler.

## Karriere

### Verein
Er ist seit seiner Jugend bei Athletic Bilbao und durchlief hier dann auch bis einschließlich der U19 diverse Jugendmannschaften. Ab Sommer 2018 spielte er für CD Basconia, welche als die dritte Mannschaft des Klubs fungieren. Nach zwei Jahren hier, folgte dann sein fixer Wechsel zur Athletic-Mannschaft (der Zweitvertretung), für welche er zuvor bereits am 6. Dezember 2019 bei einer 0:1-Niederlage in der Liga gegen SD Leioa zum Einsatz kam. Im Verlauf dieser Saison sammelte er dann schon bereits sechs weitere Einsätze. Zu diesen kamen dann in den nächsten Jahren auch noch einige weitere dazu. Seit der Spielrunde 2022/23 gehört er nun mittlerweile der ersten Mannschaft an und gehört nach einem Start als Einwechselspieler mit Kurzauftritten seit der Saison 2023/24 zur Stammformation. In dieser Spielzeit gelang es ihm mit seinem Team zudem erstmals seit der Ausgabe 1983/84 die Copa del Rey mit dem Klub zu gewinnen.

### Nationalmannschaft
Mit der spanischen U18 bestritt er im Juni 2018 ein paar Freundschaftsspiele und später im Jahr war er mit der U19 unter anderem in der EM-Qualifikation aktiv.
Seit März 2023 ist er für die U21-Nationalmannschaft aktiv und nahm mit dieser auch an der Europameisterschaft 2023 teil, wo er eine Stammposition belegte. Am Ende erreichte seine Mannschaft auch das Finale, wo man schlussendlich England mit 0:1-unterlag.